# Листопадно растение
Листопадно растение е растение, което губи сезонно листата си за част от годината в процес известен като листопад. В някои случаи това съвпада със зимата, а именно в умерения и полярния климат. В други части на света като тропици, субтропици и сухи области растенията губят листата си през сухия сезон или в зависимост от промените във валежите.
Много листопадни цъфтят докато още нямат листа и това увеличава ефективността на опрашването. Липсата на листа подобрява пренасянето на прашеца при опрашваните от вятъра растения и подобрява видимостта на цветовете при опрашването от насекоми.
Противоположни на листопадните са вечнозелените растения.